# Военное кладбище (Басра)
Военное кладбище в Басре (араб. مقبرة حرب البصرة‎) — военное кладбище в иракском городе Басра, где покоятся тела солдат, погибших в Месопотамской кампании во время Первой мировой войны.

## История
В 1935 году надгробия были очищены от обветшалости, была установлена мемориальная стена с именами похороненных там людей, которая, однако, не сохранились. Напротив расположено кладбище, где похоронены индийские солдаты. На двух кладбищах, объединенных в одно, находятся останки почти 5000 военнослужащих, в основном времён Первой мировой войны, а также несколько гражданских могил и несколько — времен Второй мировой войны.
До 2007 года кладбище находилось под опекой Комиссии по военным захоронениям стран Содружества.
10 ноября 2013 года газета «The Daily Telegraph» сообщила, что кладбище было повреждено: несколько надгробий были повалены и разбиты мародерами и вандалами. Комиссия по военным захоронениям стран Содружества впоследствии очистила место захоронения от всех надгробных памятников, оставив жертвенный крест и пьедестал. Местные жители начали использовать это место как футбольное поле.
Сами могилы остаются нетронутыми, а основания гробниц на своих местах, что позволяет относительно легко идентифицировать отдельные могилы. Комиссия по военным захоронениям стран Содружества не планирует возвращаться в страну для реставрации или обслуживания каких-либо кладбищ и памятников британских военнослужащих.
В июле 2024 года родственник солдата, похороненного там с 1941 года, посетил это место и установил новый надгробный камень впервые за более чем 80 лет.

## Галерея

Галерея кладбища
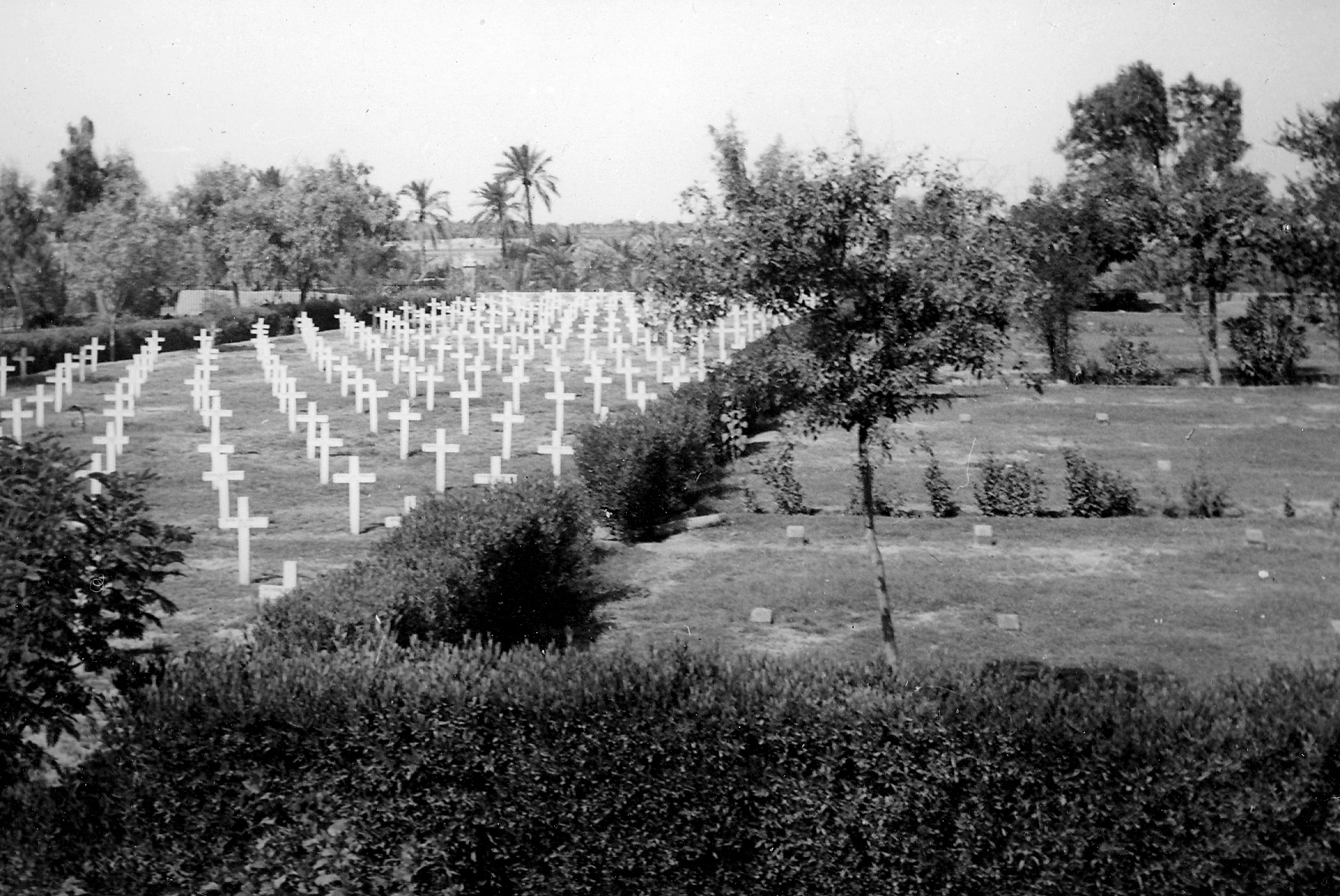
Кладбище в 1951 году до его разрушения, на нём изображены участок 7 Басры (Вторая мировая война) и участок 6 (Первая мировая война).
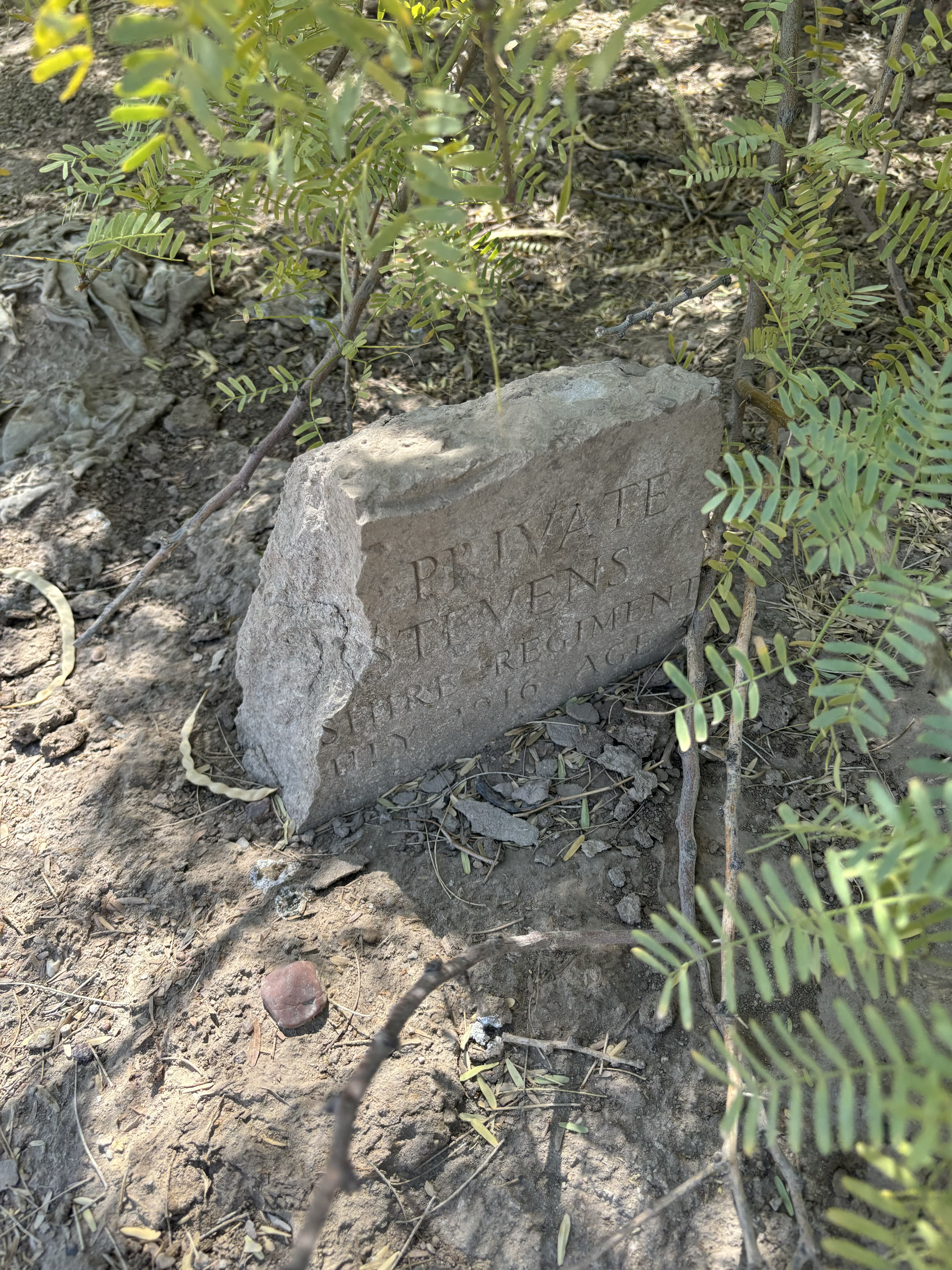
Фрагменты могилы солдат британской армии на военном кладбище в Басре.
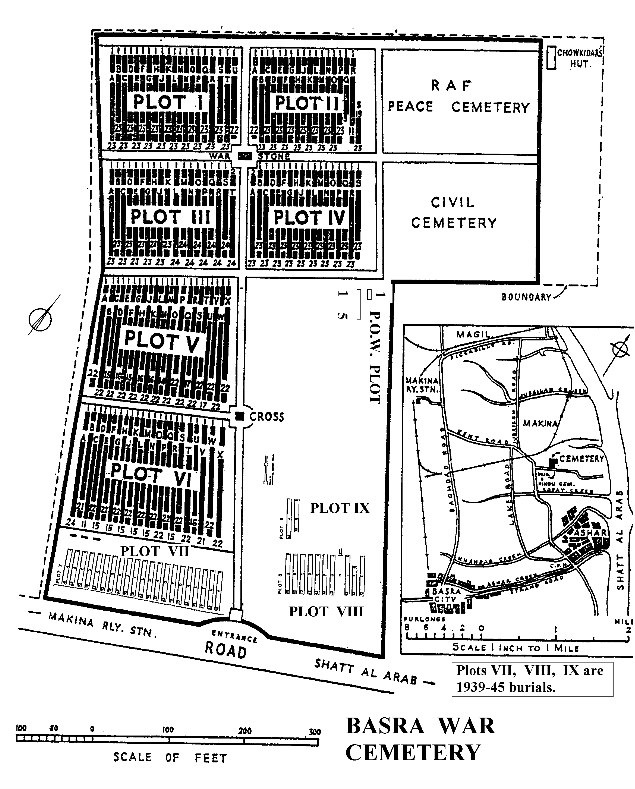
Карта участков кладбища.
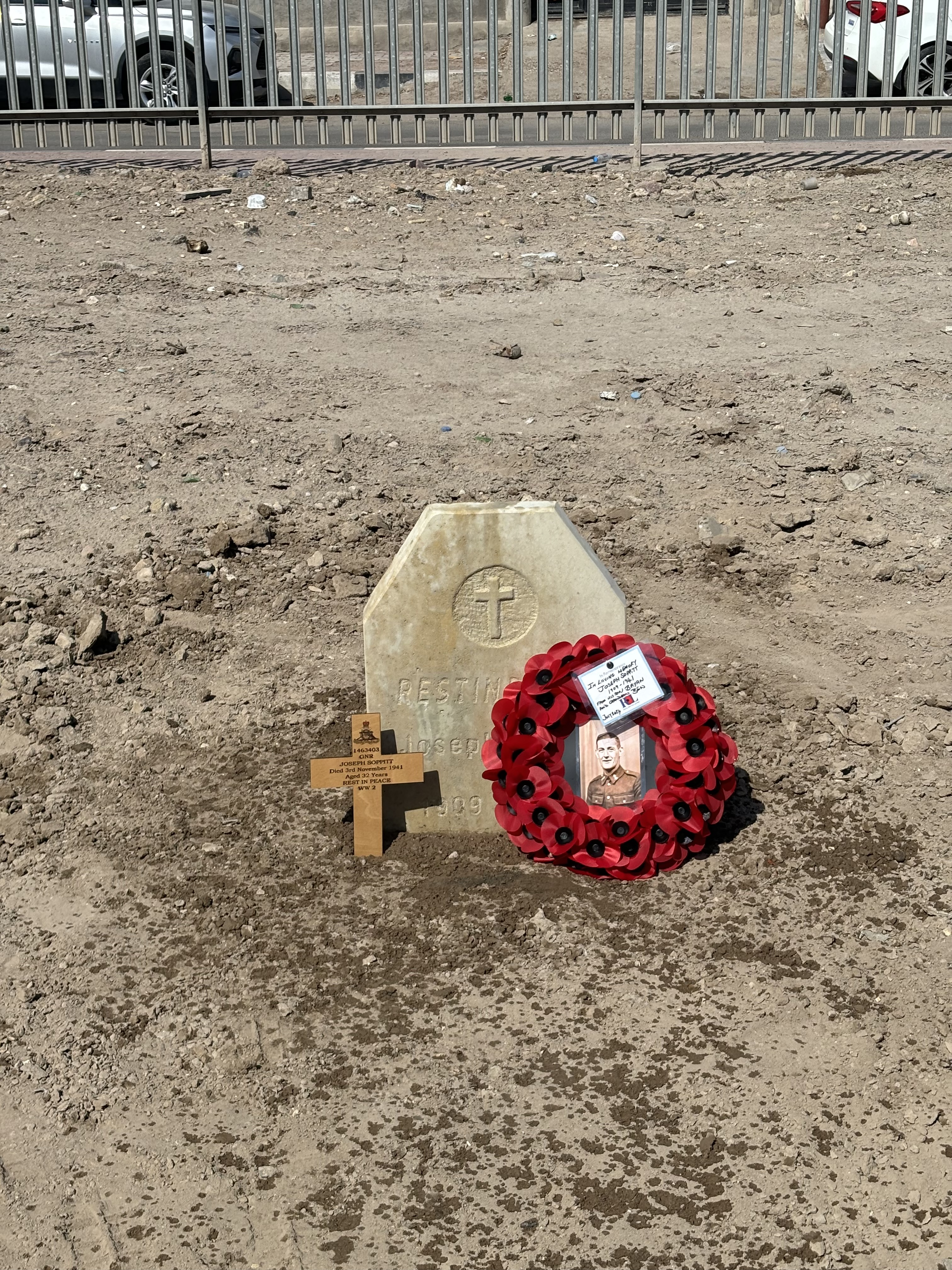
Надгробие артиллериста Джозефа Соппита.
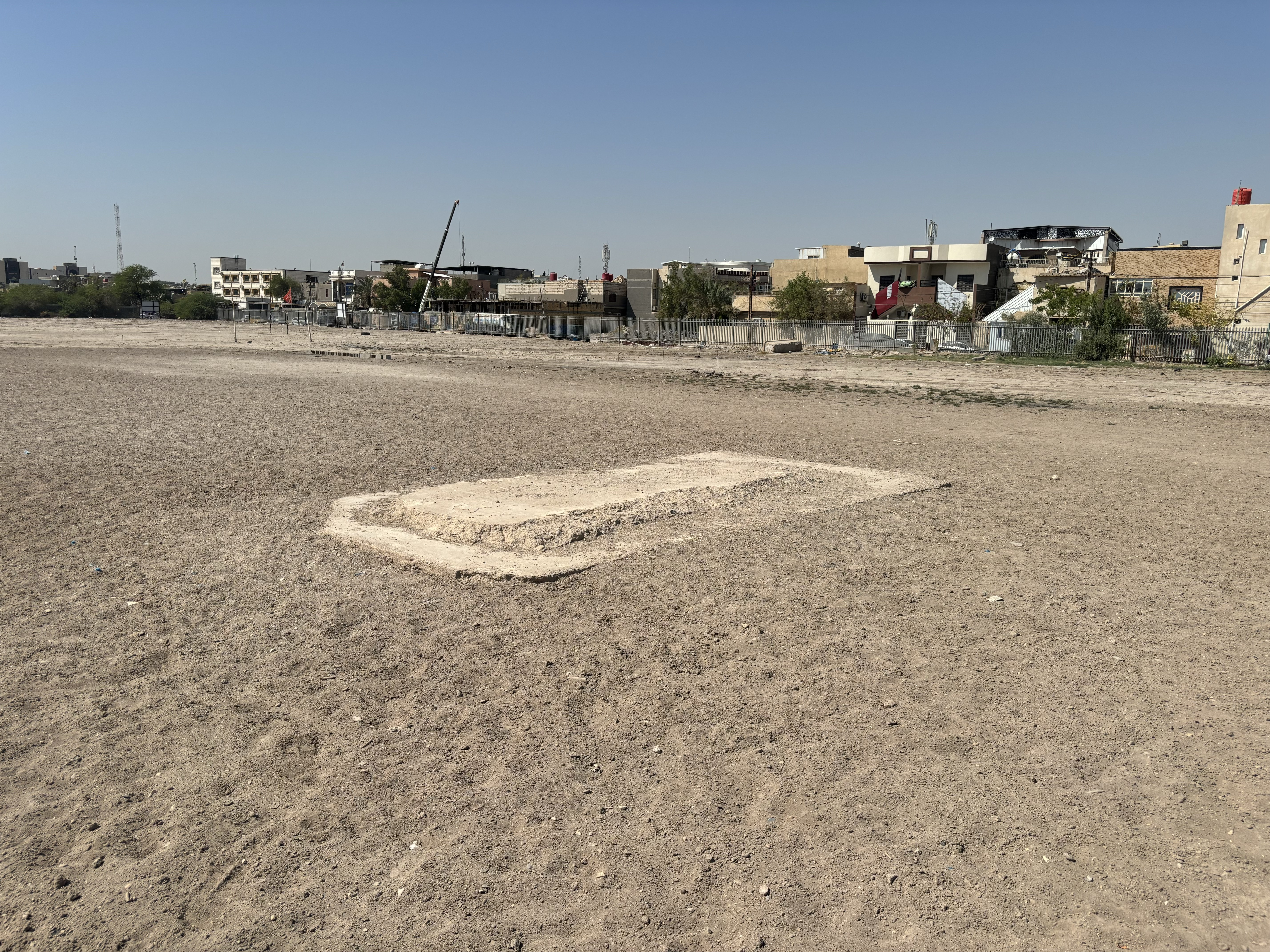
Основание постамента военного кладбища в Басре.